# باراليون أستروس (أركاديا)
باراليون أستروس (Παράλιον Άστρος) هي مدينة في أركاديا في مقاطعة كينتريكي إلادا في اليونان.